# Malu Maria (cantora)
Malu Maria, nome artístico de Maria Lucia Judas (Ilhabela, 7 de agosto de 1988), é uma cantora, compositora e professora brasileira. É bacharel em artes do corpo, com formação em teatro e performance, além de artista circense. 
Alcançou repercussão nacional com seu álbum de estreia, "Diamantes na Pista", considerado um dos melhores discos do ano pela Associação Paulista de Críticos de Arte. Em 2020 lançou seu segundo álbum, "Ella Terra".

## Discografia
| Álbum              | Lançamento | Formato       | Gravadora    |
| ------------------ | ---------- | ------------- | ------------ |
| Diamantes na Pista | 2018       | CD, streaming | Independente |
| Ella Terra         | 2020       | Streaming     | Independente |